# Ciudad Real
Ciudad Real este un oraș în provincia Ciudad Real, din comunitatea autonomă Castilla-La Mancha, Spania. Din teritoriul administrativ al orașului fac parte și localitățile: Las Casas, Valverde și La Poblachuela. Orașul Ciudad Real are 74 921 de locuitori iar împreună cu orașul vecin Miguelturra formează o zonă urbană neîntreruptă de peste 100.000 locuitori.

## Istorie
A fost fondat sub numele de Villa Real („Orașul Regal”) sub auspiciul lui Alfonso al X-lea,  care i-a acordat o cartă care a urmat modelul orașului Cuenca. Situată sub stăpânirea Ordinului Militar de la Calatrava, repopularea a avut dificultăți inițial. Obosiți de influența Villa Real, un oraș independent (și direct dependent de coroană) încorporat în teritoriul dominat de Ordinul Calatrava, conducătorii Ordinului au stabilit o piață rivală în apropiatul Miguelturra, încercând să perturbe activitatea economică a acestuia.
În Evul Mediu, patru kilometri de ziduri și o sută treizeci de turnuri protejau o populație formată din creștini, musulmani și evrei.
Villa Real a găzduit Cortes of Castilia în 1346.
Ioan al II-lea al Castiliei a acordat Villa Real statutul de oraș în 1420, devenind astfel Ciudad Real („Orașul Regal”). Cel mai probabil, orașul nu avea mai mult de 2000 de locuitori până atunci și, în ciuda faptului că a primit Cortes o dată, orașul dominant din zonă era tot Almagro.
După unificarea regatelor iberice sub monarhii catolici, Ciudad Real a devenit capitala provinciei La Mancha în 1691. Acest fapt a favorizat dezvoltarea economică a acesteia, ceea ce s-a concretizat prin construirea mai multor clădiri importante. Cutremurul de la Lisabona din 1755 a distrus multe dintre aceste clădiri. În 1809, în timpul Războiului Peninsular, trupele franceze au învins armata spaniolă și au ocupat orașul, folosind spitalul local ca sediu și cazarmă.
În urma creării provinciei Ciudad Real conform împărțirii teritoriale din 1833, statutul de capitală provincială a orașului Ciudad Real a fost contestat de orașele Almagro și Manzanares, care aveau o populație similară până la mijlocul secolului al XIX-lea. Cu toate acestea, inițiativele care intenționau să scoată capitala provinciei din orașul Ciudad Real nu au avut succes.
O mare parte din centrul orașului a fost distrus în timpul Războiului Civil Spaniol.